# João Bernardo Vieira
João Bernardo Vieira, mais conhecido por Nino Vieira ou Kabi Nafantchamna GColSE (Bissau, 27 de abril de 1939 — Bissau, 2 de março de 2009) foi um político da Guiné-Bissau, por três vezes presidente da República da Guiné-Bissau, tendo sido o primeiro presidente guineense eleito democraticamente.
Vieira voltou à cena política em meados de 2005, quando venceu a eleição presidencial apenas seis anos depois de ser expulso durante uma guerra civil que pôs fim a 19 anos de poder.

## Biografia
Eletricista de formação, Vieira se afiliou ao Partido Africano para a Independência da Guiné e Cabo Verde (PAIGC) de Amílcar Cabral em 1960 e rapidamente se tornou peça-chave da guerra de guerrilha do país contra a soberania da Guiné-Bissau por Portugal.
À medida que a guerra se intensificou, ele demonstrou habilidade como líder militar e rapidamente subiu na cadeia de comando. Vieira era conhecido por seus camaradas como "Nino" e esse permaneceu seu nome de guerra enquanto durou a luta.
Logo após eleições do conselho regional no fim de 1972, em áreas sob o controle do PAIGC, que levaram à constituição de uma assembleia constituinte, Vieira foi nomeado presidente da Assembleia Nacional Popular. Em 28 de setembro de 1978 foi nomeado primeiro-ministro da Guiné-Bissau.
Em 1980 as condições econômicas haviam se deteriorado significativamente, o que levou a uma generalizada insatisfação com o governo. Em 14 de novembro de 1980, Vieira derrubou o governo de Luís Cabral em um golpe militar sem derramamento de sangue, o que levou à desvinculação do PAIGC de Cabo Verde, que preferiu se tornar um partido separado. A constituição foi suspensa e um Conselho Militar da Revolução com nove membros, comandado por Vieira, foi formado. Em 1984 uma nova constituição foi aprovada, fazendo o país retornar a um regime civil.
A Guiné-Bissau, como o resto da África subsaariana, foi em direção à democracia multipartidária no começo dos anos 90. A proibição de partidos políticos terminou em 1991 e houve eleições em 1994. No primeiro turno das eleições presidenciais, em 3 de julho, Vieira receber 46,20% dos votos, concorrendo com outros sete candidatos. Ele acabou em primeiro lugar, mas não conseguiu ganhar a necessária maioria, o que levou a um segundo turno em 7 de agosto. Recebeu 52,02% dos votos contra 47,98% de Kumba Yalá, um ex-palestrante de filosofia e candidato do Partido Renovador Social (PRS). Observadores internacionais da eleição consideraram ambos os turnos livres e justos em geral. Vieira tomou posse com o primeiro presidente democraticamente eleito da Guiné-Bissau em 29 de setembro de 1994.
Foi agraciado com o Grande-Colar da Ordem Militar de Sant'Iago da Espada de Portugal a 1 de Julho de 1996.
Logo depois de uma tentativa fracassada de golpe de estado contra o governo em junho de 1998, o país se viu no meio de uma breve mas violenta guerra civil entre forças leais a Vieira e outras leais ao líder rebelde Ansumane Mané. Rebeldes finalmente depuseram o governo de João Vieira em um novo cessar-fogo em 7 de maio de 1999. Ele se refugiou na embaixada portuguesa e se refugiou em Portugal em junho.
Em 7 de abril de 2005, pouco mais de dois anos depois de outro golpe militar derrubar o governo do presidente Kumba Yalá, Vieira retornou a Bissau depois de 6 anos de exílio em Portugal. Mais tarde, naquele mês, ele anunciou que se candidataria à presidência nas eleições presidenciais de 2005, em junho. Apesar de que muitos consideraram Vieira inelegível por cause de processos contra ele e porque ele estava em exílio, o Supremo Tribunal de Justiça (STJ) decidiu que ele estava apto a concorrer. Seu antigo partido, o PAIGC, apoiou o ex-presidente interino Malam Bacai Sanhá como seu candidato.
De acordo com resultados oficiais, Vieira ficou em segundo lugar na eleição de 19 de junho com 28,87% dos votos, atrás de Malam Bacai Sanhá, e portanto participou do segundo turno. Ele oficialmente derrotou Sanhá no segundo turno, em 24 de julho, com 52,35% dos votos, e tomou posse como presidente em primeiro de outubro.
Em 28 de outubro de 2005 Vieira anunciou a dissolução do governo chefiado pelo Primeiro-ministro Carlos Gomes Júnior, seu rival, citando a necessidade de manter a estabilidade; em 2 de novembro, nomeou seu aliado político Aristides Gomes para o cargo.
Em 23 de novembro de 2008, o Presidente Vieira sofreu uma tentativa de assassinato onde sua residência foi invadida, alguns de seus guardas morreram mas Vieira permaneceu ileso. Em uma entrevista de rádio posterior eu deixo escapar para a nação, que eles podem contar com o apoio incondicional do presidente questionando se o país continuaria assim, e se o estado fará seu trabalho sem interferência, acuso o general Tagme Na-waie de ser o responsável pela tentativa de golpe de estado e por colocar em perigo a estabilidade, a paz e a democracia do país.
Em 1 e 2 de março de 2009, após o assassinato no primeiro dia do chefe de Estado Maior das Forças Armadas, morto com uma bomba, no dia 2 o presidente é morto a tiro por militares que mantiveram a sua casa debaixo de fogo. Nino Vieira morre a tentar escapar de casa. Militares retiram os seus bens pessoais do palácio presidencial, no saque que se seguiu. Depois de ferido a tiro, foi retalhado em pedaços à catanada.
O exército da Guiné-Bissau afirmou que o assassinato do presidente foi um "ato pessoal" de alguns soldados em retaliação ao assassinato do Chefe do Estado-Maior Vay, e não um golpe. O gabinete anunciou que haverá 7 dias consecutivos de luto nacional.

#### Reações internacionais ao assassinato de Nino Vieira
Mohamed Ibn Chambas, chefe da Comunidade Econômica dos Estados da África Ocidental (CEDEAO), declarou "'A morte de um presidente', de um chefe de gabinete, é uma notícia muito grave", acrescentando "É não só o assassinato de um presidente ou de um chefe de gabinete, é o assassinato da democracia”.
O ex-secretário-geral da ONU Ban Ki-moon condenou o duplo assassinato e insistiu em uma investigação sobre as mortes, oferecendo condolências à nação.
A União Africana considerou o assassinato um ato criminoso e a União Europeia e Estados Unidos também condenaram o assassinato de Vieira.
A Internacional Socialista, da qual o partido de Vieira faz parte, afirmou que "A Internacional acompanhou com grande preocupação as recentes dificuldades políticas na Guiné-Bissau e reitera a sua opinião firme de que nunca poderá haver qualquer justificação para o uso da força resolver disputas políticas e que o assassinato político é um ato completamente hediondo e criminoso".
O Coronel Tcham Na Man, nascido em fevereiro de 1953, foi identificado como um dos autores do assassinato do presidente guineense, e afirmou ter sido torturado de forma selvagem pelo regime anterior do presidente e que nutria profundo ódio por Vieira.

## Transferência de restos mortais em novembro de 2020
Em novembro de 2020, por iniciativa do atual Presidente Umaro Sissoco Embaló, o corpo de vieira foi reenterrado na proa declarando que o falecido presidente é patrimônio nacional da Guiné-Bissau. O cadáver foi novamente enterrado na Fortaleza de São José da Amura junto com outros chefes de estado como Malam Bacai Sanhá e Kumba Ialá, na fortaleza onde atua o Estado-Maior das Forças Armadas da Guiné-Bissau.